# Nao-Cola Yamazaki
Nao-Cola Yamazaki in giapponese 山崎 ナオコーラ Nao-Cola: (作家)?, Yamazaki Nao-Cola, pseudonimo di Naoko Yamazaki (in giapponese 山崎ナオコーラ?, Yamazaki Naoko; Kitakyushu, 15 settembre 1978), è una scrittrice giapponese.
Il suo primo romanzo Non ridere della vita sessuale degli altri, pubblicato in Giappone nel 2004, ha vinto il premio letterario Bungei ed è stato adattato per il cinema da Nami Iguchi.
Ha dichiarato di non voler rendere pubblico il proprio genere e ha richiesto l'utilizzo del pronome neutro they nella voce inglese di Wikipedia che la riguarda.
Lo pseudonimo "Nao-Cola" è dovuto alla sua passione per la Diet Coke.

## Gioventù e studi
Yamazaki è nata nel 1978 a Kitakyushiu, nella prefettura di Fukuoka, in Giappone. Poco dopo la sua nascita la sua famiglia si è trasferita nella prefettura di Saitama, dove è cresciuta. Ha iniziato a scrivere narrativa durante i suoi studi all'università Kokugakuin, dove si è laureata con una tesi sul personaggio di Ukifune del Genji monogatari. Dopo aver lavorato come impiegata in un'azienda, ha iniziato la sua carriera di scrittrice all'età di 26 anni.

## Carriera
Yamazaki ha debuttato nel 2004 con Non ridere della vita sessuale degli altri (人のセックスを笑うな, Hito no sekkusu o warau na), romanzo che tratta di una relazione romantica tra uno studente di arti visive di 19 anni e la sua insegnante di disegno sposata e più grande di 20 anni. Non ridere della vita sessuale degli altri ha vinto il 41° Premio Bungei ed è stato anche nominato per il 132° Premio Akutagawa. Il romanzo è stato successivamente adattato nel film omonimo di Nami Iguchi del 2008, con Hiromi Nagasaku e Kenichi Matsuyama.
Quattro opere pubblicate successivamente da Yamazaki hanno ricevuto la candidatura al premio Akutagawa: il romanzo Katsura Biyōshitsu besshitsu (カツラ美容室別室) del 2007 è stato nominato per la 138ª edizione; il racconto Te (手, Mano), incluso nella raccolta omonima del 2009, è stato nominato per la 140ª edizione; il romanzo Niki no kutsujoku (ニキの屈辱, L'umiliazione di Niki) è stato nominato per la 145ª edizione e nel 2016 il romanzo Utsukushii kyori (美しい距離) è stato nominato per la 155ª edizione.
Oltre alla narrativa, Yamazaki ha pubblicato anche alcuni saggi sulle famiglie non tradizionali, come la raccolta del 2016 Kawaii otto (かわいい夫, Il marito carino), che contiene una serie di scritti riguardanti la vita quotidiana in famiglie in cui la moglie ha un maggior successo rispetto al marito. Dopo aver avuto il primo figlio a 37 anni, Yamazaki ha scritto una serie di saggi sul primo anno di vita di suo figlio, pubblicato nel 2017 con il titolo Haha dewa nakute oya ni naru (母ではなくて、親になる, Diventare un genitore, non una madre).
Nel 2017 la casa editrice britannica Strangers Press pubblica il primo libro tradotto in inglese di Yamazaki, una antologia di racconti intitolata Friendship for Grown Ups.
Il suo racconto Te (手, Mano) è stato adattato dal regista Daigo Matsui nell'omonimo film del 2022.
Nel 2024 Rizzoli Libri pubblica Non ridere della vita sessuale degli altri, tradotto da Rebecca Suter, come primo libro della collana Kimochi dedicata a romanzi di autori giapponesi inediti in Italia.

## Opere scelte

### Romanzi
- Non ridere della vita sessuale degli altri (人のセックスを笑うな, Hito no sekkusu o warau na, 2007); traduzione di Rebecca Suter, Rizzoli Libri, 2022, ISBN 9788817162913 (Questa edizione include al suo interno il racconto del 2005 Carie e gentilezza)

- Katsura Biyōshitsu besshitsu (カツラ美容室別室); Kawade Shobō Shinsha, 2007
- Niki no kutsujoku (ニキの屈辱), Kawade Shobō Shinsha, 2011
- Utsukushii kyori (美しい距離), Bungeishunju, 2016

### Antologie di racconti
- Te (手); Bungeishunjū, 2009
- Friendship for Grown Ups; Strangers Press, 2017, ISBN 9781911343028

### Raccolte di Saggi
- Kawaii otto (かわいい夫), Natsuhasha, 2015
- Haha dewa nakute oya ni naru (母ではなくて、親になる), Kawade Shobō Shinsha, 2017

## Premi e riconoscimenti

### Premio Bungei
- 2004, vincitrice con Non ridere della vita sessuale degli altri

### Premio Akutagawa
- 2004, candidatura al 132° premio con Non ridere della vita sessuale degli altri
- 2007, candidatura al 138° premio con Katsura Biyōshitsu besshitsu (カツラ美容室別室)
- 2009, candidatura al 140° premio con Te (手)
- 2011, candidatura al 145° premio con Niki no kutsujoku (ニキの屈辱)
- 2016, candidatura al 155° premio con Utsukushii kyori (美しい距離)

### Shimase Award for Love Stories
- 2017, vincitrice del 23° premio con Utsukushii kyori (美しい距離)

## Adattamenti cinematografici
- Hito no sekkusu o warauna (人のセックスを笑うな) regia di Nami Iguchi (2007)
- Te (手) regia di Daigo Matsui (2022)